# Bogdan Gavrilă
Bogdan Cătălin Gavrilă (n. 6 februarie 1992, Galați, România) este un fotbalist român, care joacă pe post de mijlocaș la NEROCA FC⁠(d) în I-League.
A mai jucat la Petrolul Ploiești, fiind împrumutat la începutul anului 2016 de la FC Dinamo București. În 2022, a revenit la Dinamo, dar s-a despărțit de echipă în ianuarie 2023 fără să joace vreun minut sub comanda antrenorului Ovidiu Burcă.